# Apple A18
El Apple A18 y el Apple A18 Pro son un par de sistemas en un chip (SoC) basados en ARM de 64 bits diseñados por Apple Inc., parte de la serie de Apple Silicon. Se utilizan en las líneas iPhone 16 y iPhone 16 Pro incluido el iPhone 16e, y están fabricados con un proceso de 3 nm de segunda generación de TSMC. Anunciados el 9 de septiembre de 2024, son los sucesores de los procesadores Apple A16 Bionic y Apple A17 Pro, respectivamente. 

## Diseño
Los Apple A18 y A18 Pro cuentan con una CPU de seis núcleos ARMv9.2-A de 64 bits diseñada por Apple con dos núcleos de alto rendimiento y cuatro núcleos de bajo consumo energético, una GPU de cuatro núcleos (A18 para iPhone 16e), cinco núcleos (A18 para los modelos normales y plus) y seis núcleos (A18 Pro) y una NPU con 16 núcleos. Ambos se producen en TSME N3E (3 nm FinFET) y miden 90 mm 2 y 105 mm 2 respectivamente. 

## CPU
Apple afirma que el nuevo chip A18 es hasta un 30% más rápido en rendimiento de CPU en comparación con el iPhone 15 con el chip A16 Bionic y un 50% en comparación con el iPhone 14 con el chip A15 Bionic. Además, puede ofrecer el mismo rendimiento de CPU del chip A16 Bionic mientras consume un 30% menos de energía.  
El A18 Pro es hasta un 15% más rápido en rendimiento de CPU que el chip A17 Pro, y puede ofrecer el mismo rendimiento de CPU del chip A17 Pro mientras consume un 20% menos de energía. Apple afirma que el chip A18 Pro tiene cachés más grandes que el chip A18 no Pro. 

## GPU
El chip A18 integra una nueva GPU de cinco núcleos diseñada por Apple, que ahora agrega trazado de rayos acelerado por hardware y soporte de sombreado de malla a la línea no Pro. Apple afirma que el nuevo chip A18 es hasta un 40% más rápido en rendimiento de GPU en comparación con el iPhone 15 con el chip A16 Bionic, y puede ofrecer el mismo rendimiento de GPU del chip A16 Bionic mientras consume un 35% menos de energía. 
El A18 Pro tiene un núcleo de GPU más, lo que lo convierte en una GPU de seis núcleos, y puede ofrecer un rendimiento un 20 % más rápido en comparación con la GPU del chip A17 Pro. Apple dice que tiene trazado de rayos de hardware dos veces más rápido, aunque no está claro si es una característica exclusiva del chip A18 Pro en comparación con la variante que no es Pro. 

## Aspectos adicionales
Apple afirma que el nuevo Neural Engine de 16 núcleos es capaz de realizar 35 billones de operaciones por segundo, con un aprendizaje automático dos veces más rápido en comparación con el chip A16 Bionic. El A18 Pro, en comparación con el A17 Pro, puede ejecutar funciones de Apple Intelligence hasta un 15 % más rápido. Como se muestra en los puntos de referencia, todos los chips de la serie A18 tienen 8 GB de RAM y ambos chips tienen un 17% más de ancho de banda de memoria.  
La NPU del A18, con 35 TOPS, es aproximadamente 58,33 veces más potente que la NPU del Apple A11 (600 mil millones de operaciones por segundo frente a 35 billones de operaciones por segundo), que fue el primer chip de Apple con Neural Engine. El A11 se presentó en 2017. 

## Comparación del procesamiento neuronal entre generaciones de chips
| Chip       | TOPS  | Año de lanzamiento | Potencia de procesamiento en comparación con el A18 |
| ---------- | ----- | ------------------ | --------------------------------------------------- |
| A11 Bionic | 0.6   | 2017               | 1.71%                                               |
| A12 Bionic | 5.0   | 2018               | 14.29%                                              |
| A13 Bionic | 6.0   | 2019               | 17.14%                                              |
| A14 Bionic | 11.0  | 2020               | 31.43%                                              |
| A15 Bionic | 15.8  | 2021               | 45.14%                                              |
| A16 Bionic | 17.0  | 2022               | 48.57%                                              |
| A17 Pro    | 35.0  | 2023               | 100.00%                                             |
| A18        | 35.0* | 2024               | 100.00%*                                            |

* Aunque teóricamente el A18 es capaz de realizar la misma cantidad de operaciones por segundo que el A17 Pro, el rendimiento en el mundo real puede ser superior debido a mejoras en otras partes del SoC, como el mayor ancho de banda de memoria. Apple afirma que el A18 Pro es un 15% más rápido en las tareas de Apple Intelligence en comparación con el A17 Pro. 